# Association of American Universities
La Association of American Universities (AAU) è un'organizzazione che raggruppa università del Nord America il cui obiettivo è raggiungere e mantenere l'eccellenza nella ricerca e nel livello di istruzione: attualmente fanno parte di questa associazione 69 università degli Stati Uniti d'America sia pubbliche che private e due università canadesi.

## Storia
L'AAU è stata fondata nel 1900 da un gruppo di quattordici università conferenti Ph.D. allo scopo di sviluppare e standardizzare i vari corsi di dottorato di ricerca esistenti.
L'ammissione all'AAU avviene solamente per invito e richiede l'approvazione dei tre quarti dei membri esistenti.

## Membri
Tra parentesi l'anno di ammissione (in grassetto per i membri fondatori).

### Università pubbliche
- University of Arizona (1985)
- Arizona State University (2023)
- University at Buffalo, The State University of New York (1989)
- University of California, Berkeley (1900)
- University of California, Davis (1996)
- University of California, Irvine (1996)
- University of California, Los Angeles (1974)
- University of California, Riverside (2023)
- University of California, San Diego (1982)
- University of California, Santa Barbara (1995)
- University of California, Santa Cruz (2019)
- University of Colorado Boulder (1966)
- University of Florida (1985)
- Georgia Institute of Technology (2010)
- Università dell'Illinois all'Urbana-Champaign (1908)
- Indiana University Bloomington (1909)
- University of Iowa (1909)
- Università di Kansas (1909)
- University of Maryland, College Park (1969)
- University of Michigan, Ann Arbor (1900)
- Michigan State University (1964)
- University of Minnesota, Twin Cities (1908)
- University of Missouri-Columbia (1908)
- Rutgers, The State University of New Jersey (1989)
- University of North Carolina at Chapel Hill (1922)
- The Ohio State University (1916)
- University of Oregon (1969)
- The Pennsylvania State University (1958)
- University of Pittsburgh (1974)
- Purdue University (1958)
- University of South Florida (2023)
- State University of New York at Stony Brook (2001)
- University of Texas at Austin (1929)
- Texas A&M University (2001)
- University of Utah (2019)
- University of Virginia (1904)
- University of Washington (1950)
- University of Wisconsin–Madison (1900)

### Università private
- Boston University (2012)
- Brandeis University (1985)
- Brown University (1933)
- California Institute of Technology (1934)
- Carnegie Mellon University (1982)
- Case Western Reserve University (1969)
- Columbia University (1900)
- Cornell University (1900)
- Dartmouth College (2019)
- Duke University (1938)
- Emory University (1995)
- George Washington University (2023)
- Harvard University (1900)
- Johns Hopkins University (1900)
- Massachusetts Institute of Technology (1934)
- University of Miami (2023)
- New York University (1950)
- Northwestern University (1917)
- University of Notre Dame (2023)
- Princeton University (1900)
- Rice University (1985)
- Stanford University (1900)
- Tufts University (2021)
- Tulane University (1958)
- University of Chicago (1900)
- University of Pennsylvania (1900)
- University of Rochester (1941)
- University of Southern California (1969)
- Vanderbilt University (1950)
- Università Washington a Saint Louis (1923)
- Yale University (1900)

### Università canadesi
- McGill University (1926)
- University of Toronto (1926)